# ژروم هنل
 ژروم هنل (انگلیسی: Jérôme Haehnel؛ زادهٔ ۱۴ ژوئیهٔ ۱۹۸۰) یک تنیس‌باز اهل فرانسه است.